# Leichtathletik-Weltmeisterschaften 2023/100 m Hürden der Frauen

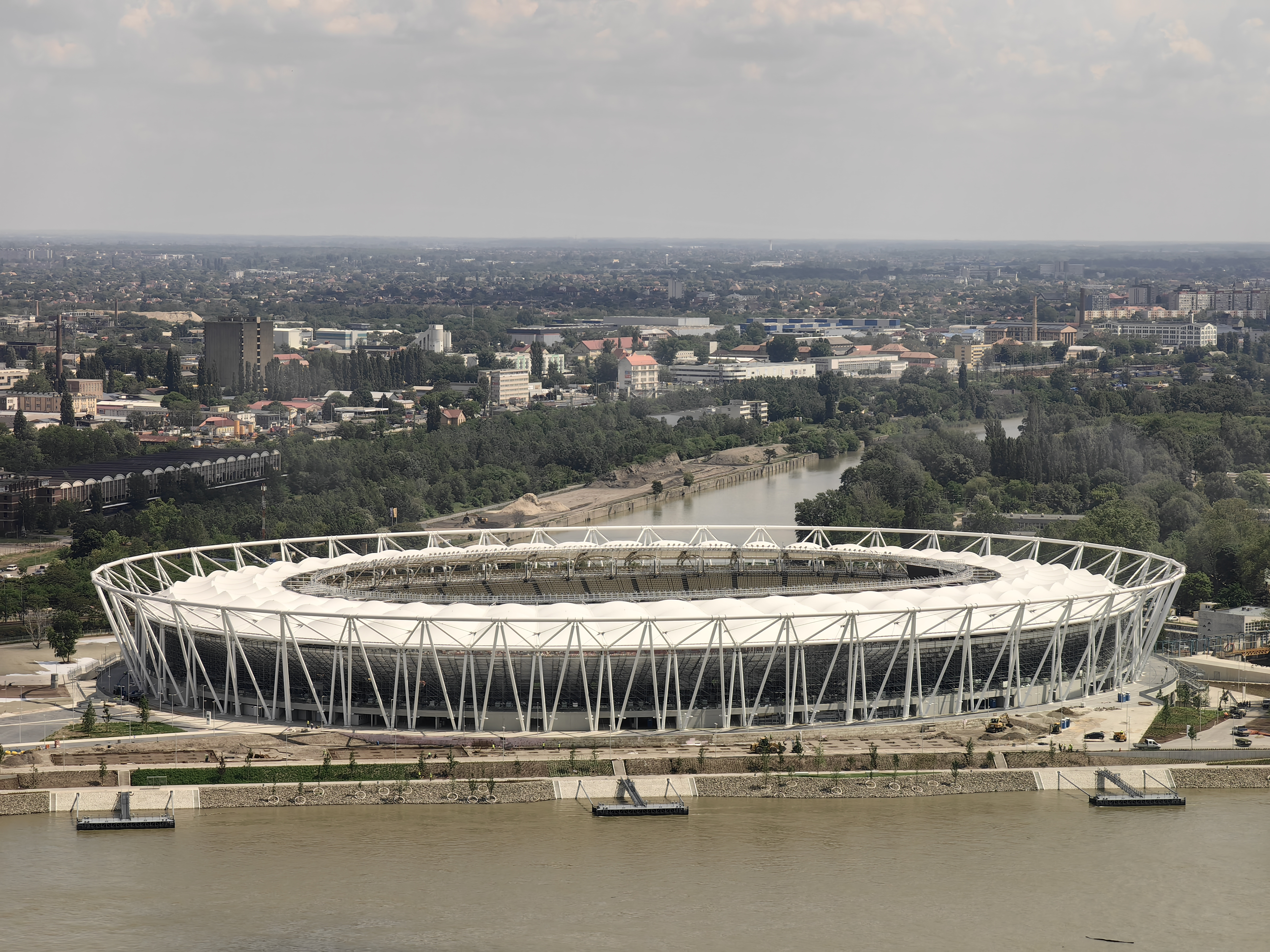
Nemzeti Atlétikai Központ im Mai 2023

Der 100-Meter-Hürdenlauf der Frauen bei den Leichtathletik-Weltmeisterschaften 2023 fand vom 22. bis 24. August 2023 im Stadion Nemzeti Atlétikai Központ der ungarischen Hauptstadt Budapest statt.
43 Athletinnen aus 27 Ländern nahmen an dem Wettbewerb teil.
Weltmeisterin wurde die Jamaikanerin Danielle Williams. Sie siegte vor Jasmine Camacho-Quinn aus Puerto Rico. Bronze ging an die US-Amerikanerin Kendra Harrison.

## Rekorde

### Bestehende Rekorde
| Weltrekord               | 12,12 s | Tobi Amusan | WM in Eugene USA | 24. Juli 2023 |
| Weltmeisterschaftsrekord | 12,12 s | Tobi Amusan | WM in Eugene USA | 24. Juli 2023 |

Der bestehende Championshiprekord (CR), gleichzeitig Weltrekord, wurde bei diesen Weltmeisterschaften nicht erreicht. Die schnellste Zeit erzielte die spätere Bronzemedaillengewinnerin Kendra Harrison aus den Vereinigten Staaten im dritten Vorlauf am 22. August mit 12,24 s bei einem Rückenwind von 0,1 m/s, womit sie zwölf Hundertstelsekunden über dem Rekord blieb.
Es wurden eine Weltjahresbestleistung und zwei Landesrekorde aufgestellt.
- Weltjahresbestleistung:
  - 12,24 s – Kendra Harrison (USA), dritter Vorlauf am 22. August bei 0,1 m/s Rückenwind
- Landesrekorde:
  - 12,33 s – Devynne Charlton (Bahamas), dritter Vorlauf am 22. August bei 0,1 m/s Rückenwind
  - 12,61 s – Sarah Lavin (Irland), erstes Halbfinale am 23. August bei 0,5 m/s Rückenwind

## Legende
Kurze Übersicht zur Bedeutung der Symbolik – so üblicherweise auch in sonstigen Veröffentlichungen verwendet:
- NR: nationaler Rekord
- WL: Weltjahresbestleistung
- DNF: Wettkampf nicht beendet (did not finish)

## Vorläufe
Aus den fünf Vorläufen qualifizierten sich die jeweils vier Ersten jedes Laufes – hellblau unterlegt – und zusätzlich die vier Zeitschnellsten – hellgrün unterlegt – für das Halbfinale.

### Lauf 1

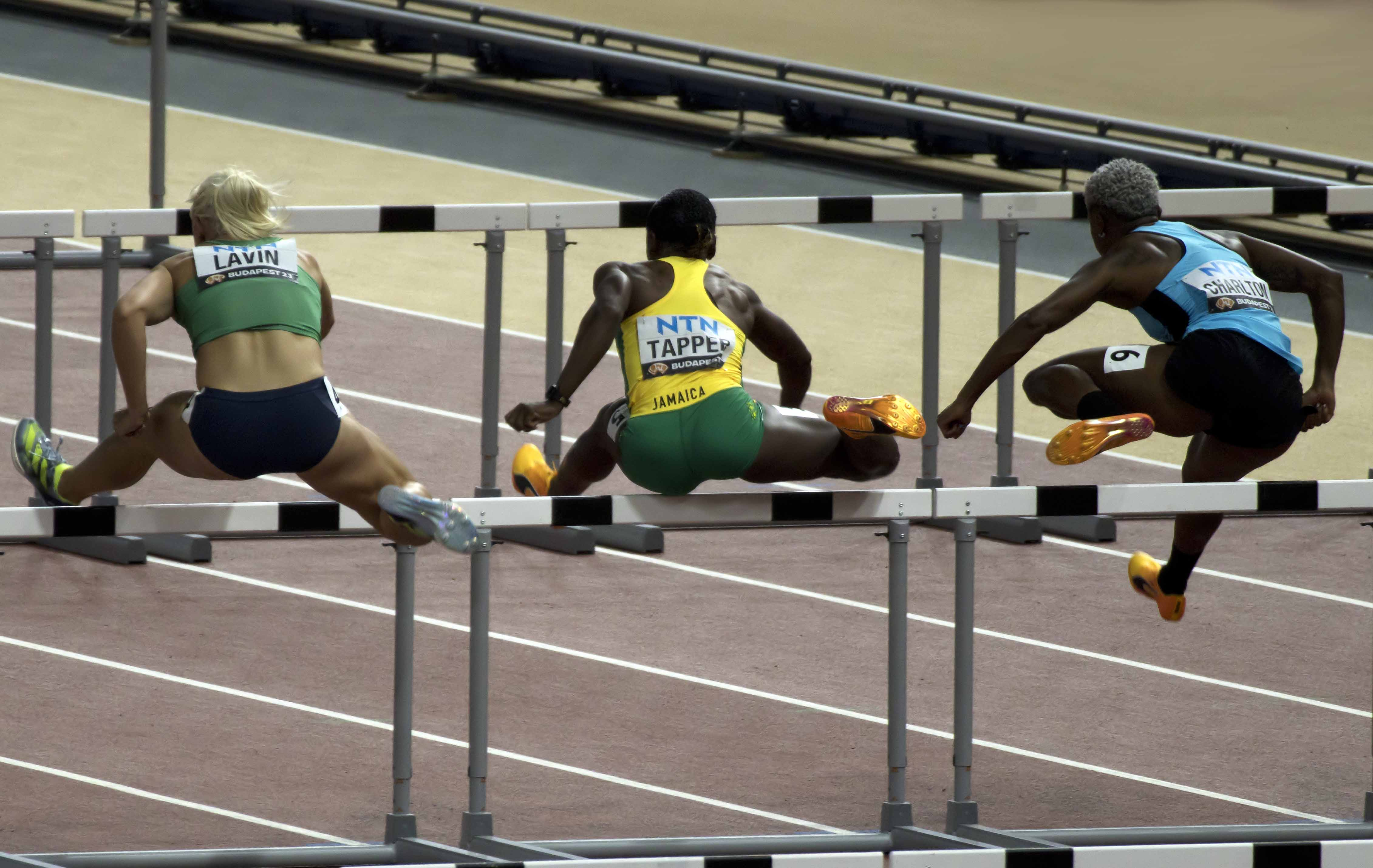
Drei Läuferinnen des ersten Semifinals (v. l. n. r.): Sarah Lavin, Megan Tapper, Devynne Charlton

22. August 2023, 18:40 Uhr Ortszeit

Wind: +0,1 m/s
| Platz | Athletin            | Land       | Zeit (s) |
| ----- | ------------------- | ---------- | -------- |
| 1     | Ackera Nugent       | Jamaika    | 12,60    |
| 2     | Masai Russell       | USA        | 12,60    |
| 3     | Sarah Lavin         | Irland     | 12,69    |
| 4     | Cyréna Samba-Mayela | Frankreich | 12,71    |
| 5     | Mette Graversgaard  | Dänemark   | 12,87    |
| 6     | Michelle Harrison   | Kanada     | 12,88    |
| 7     | Gréta Kerekes       | Ungarn     | 13,09    |
| 8     | Masumi Aoki         | Japan      | 13,26    |

### Lauf 2

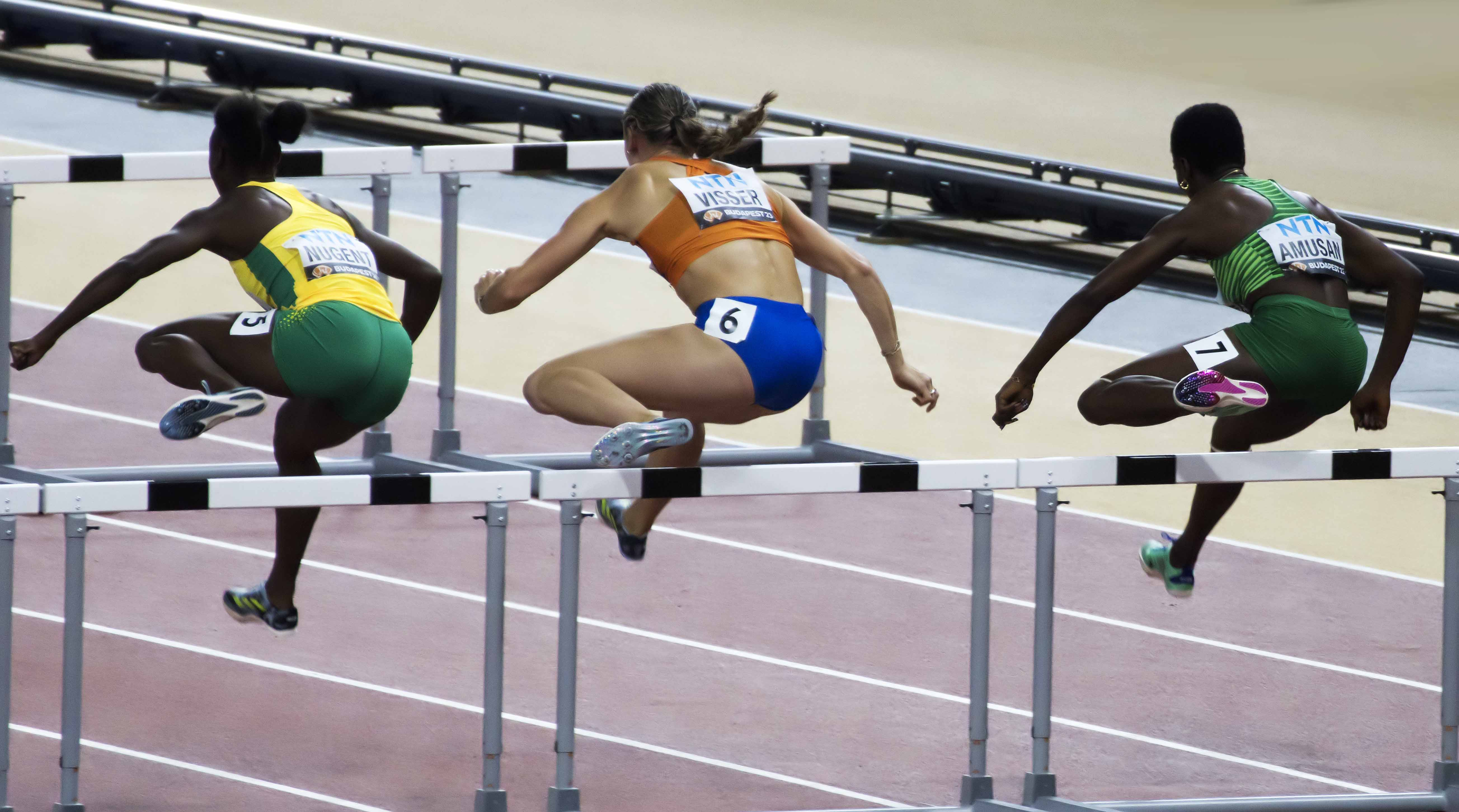
Im zweiten Halbfinale (v. l. n. r.): Ackera Nugent, Nadine Visser, Tobi Amusan

22. August 2023, 18:49 Uhr Ortszeit

Wind: +0,1 m/s
| Platz | Athletin             | Land       | Zeit (s) |
| ----- | -------------------- | ---------- | -------- |
| 1     | Nia Ali              | USA        | 12,55    |
| 2     | Pia Skrzyszowska     | Polen      | 12,65    |
| 3     | Marione Fourie       | Südafrika  | 12, 71   |
| 4     | Luca Kozák           | Ungarn     | 12,71    |
| 5     | Lotta Harala         | Finnland   | 13,11    |
| 6     | Asuka Terada         | Japan      | 13,15    |
| 7     | Sidonie Fiadanantsoa | Madagaskar | 13,18    |
| 8     | Viktória Forster     | Slowakei   | 13,47    |
| 9     | Caroline Tomaz       | Brasilien  | 13,59    |

### Lauf 3

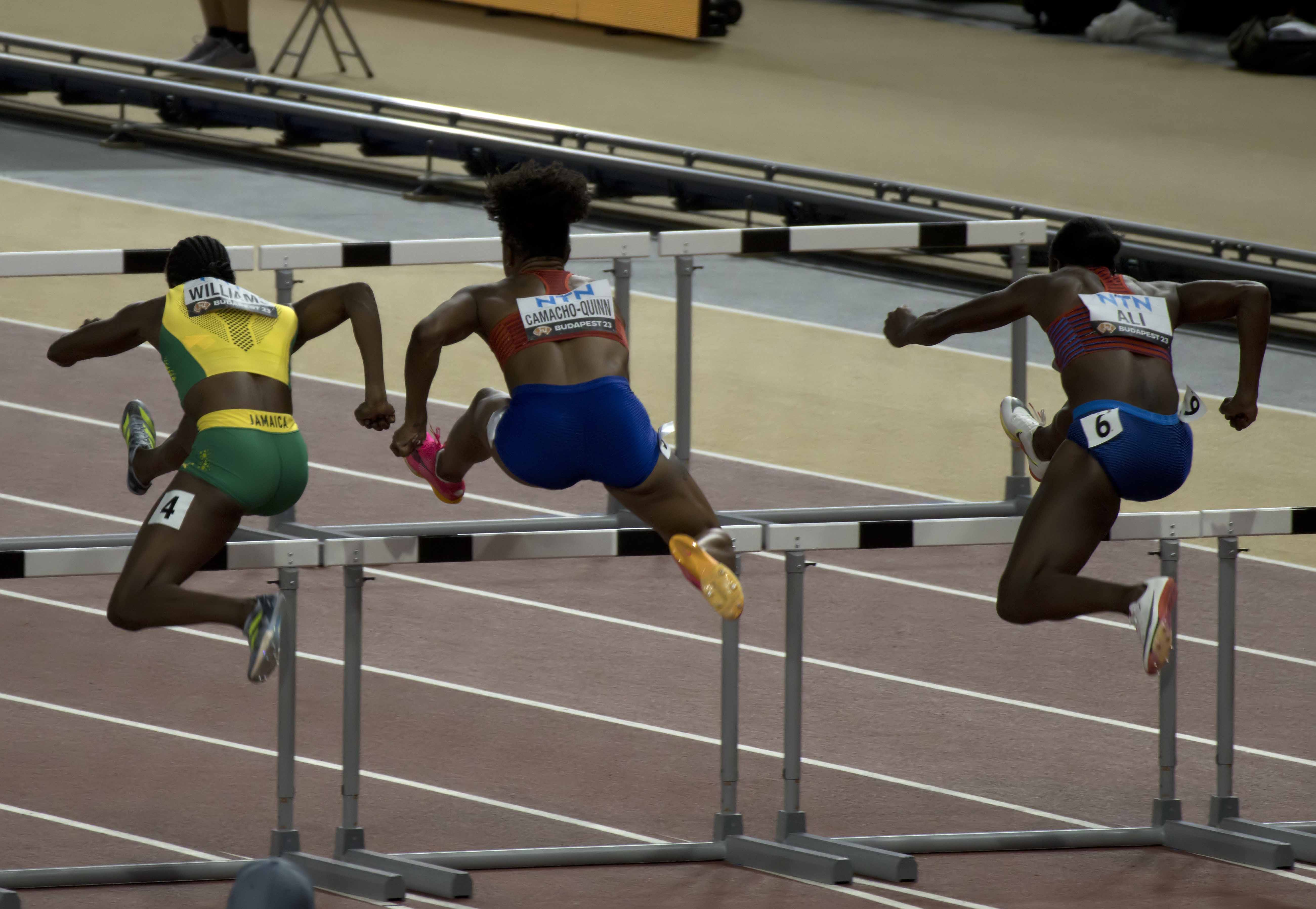
Drittes Semifinale (v. l. n. r.): Danielle Williams, Jasmine Camacho-Quinn, Nia Ali

22. August 2023, 18:56 Uhr Ortszeit

Wind: +0,1 m/s
| Platz | Athletin          | Land           | Zeit (s) |
| ----- | ----------------- | -------------- | -------- |
| 1     | Kendra Harrison   | USA            | 12,24 WL |
| 2     | Devynne Charlton  | Bahamas        | 12,44 NR |
| 3     | Danielle Williams | Jamaika        | 12,51000 |
| 4     | Cindy Sember      | Großbritannien | 12,83000 |
| 5     | Reetta Hurske     | Finnland       | 12,92000 |
| 6     | Anna Tóth         | Ungarn         | 12,95000 |
| 7     | Taylon Bieldt     | Südafrika      | 13,05000 |
| 8     | Hannah Jones      | Australien     | 13,05000 |
| 9     | Dina Aulia        | Indonesien     | 13,54000 |

### Lauf 4
22. August 2023, 19:04 Uhr Ortszeit

Wind: ±0,0 m/s
| Platz | Athletin              | Land        | Zeit (s) |
| ----- | --------------------- | ----------- | -------- |
| 1     | Jasmine Camacho-Quinn | Puerto Rico | 12,50    |
| 2     | Nadine Visser         | Niederlande | 12,68    |
| 3     | Ditaji Kambundji      | Schweiz     | 12,71    |
| 4     | Celeste Mucci         | Australien  | 12,90    |
| 5     | Laëticia Bapté        | Frankreich  | 12,93    |
| 6     | Mariam Abdul-Rashid   | Kanada      | 13,04    |
| 7     | Jyothi Yarraji        | Indien      | 13,05    |
| 8     | Klaudia Siciarz       | Polen       | 13,25    |
| 9     | Naomi Akakpo          | Togo        | 13,96    |

### Lauf 5
22. August 2023, 19:12 Uhr Ortszeit

Wind: +0,4 m/s
| Platz | Athletin          | Land        | Zeit (s) |
| ----- | ----------------- | ----------- | -------- |
| 1     | Tobi Amusan       | Nigeria     | 12,48    |
| 2     | Megan Tapper      | Jamaika     | 12,51    |
| 3     | Michelle Jenneke  | Australien  | 12,71    |
| 4     | Natalia Christofi | Zypern      | 12,90    |
| 5     | Maayke Tjin-A-Lim | Niederlande | 12,92    |
| 6     | Ebony Morrison    | Liberia     | 12,93    |
| 7     | Yumi Tanaka       | Japan       | 13,12    |
| 8     | Nika Glojnarič    | Slowenien   | 13,13    |

## Halbfinale
Aus den drei Halbfinalläufen qualifizierten sich die jeweils zwei Ersten jedes Laufes – hellblau unterlegt – und zusätzlich die zwei Zeitschnellsten – hellgrün unterlegt – für das Finale.

### Lauf 1
23. August 2023, 20:45 Uhr Ortszeit

Wind: +0,5 m/s
| Platz | Athletin          | Land           | Zeit (s) |
| ----- | ----------------- | -------------- | -------- |
| 1     | Kendra Harrison   | USA            | 12,33000 |
| 2     | Devynne Charlton  | Bahamas        | 12,49000 |
| 3     | Ditaji Kambundji  | Schweiz        | 12,50000 |
| 4     | Megan Tapper      | Jamaika        | 12,55000 |
| 5     | Sarah Lavin       | Irland         | 12,64 NR |
| 6     | Cindy Sember      | Großbritannien | 12,97000 |
| 7     | Maayke Tjin-A-Lim | Niederlande    | 13,05000 |
| 8     | Natalia Christofi | Zypern         | 13,15000 |

### Lauf 2
23. August 2023, 20:45 Uhr Ortszeit

Wind: −0,7 m/s
| Platz | Athletin            | Land        | Zeit (s) |
| ----- | ------------------- | ----------- | -------- |
| 1     | Tobi Amusan         | Nigeria     | 12,56    |
| 2     | Ackera Nugent       | Jamaika     | 12,60    |
| 3     | Nadine Visser       | Niederlande | 12,62    |
| 4     | Luca Kozák          | Ungarn      | 12,73    |
| 5     | Cyréna Samba-Mayela | Frankreich  | 12,95    |
| 6     | Celeste Mucci       | Australien  | 12,97    |
| 7     | Reetta Hurske       | Finnland    | 13,05    |
| DNF   | Masai Russell       | USA         |          |

### Lauf 3
23. August 2023, 21:01 Uhr Ortszeit

Wind: −0,7 m/s
| Platz | Athletin              | Land        | Zeit (s) |
| ----- | --------------------- | ----------- | -------- |
| 1     | Jasmine Camacho-Quinn | Puerto Rico | 12,41    |
| 2     | Nia Ali               | USA         | 12,49    |
| 3     | Danielle Williams     | Jamaika     | 12,50    |
| 4     | Pia Skrzyszowska      | Polen       | 12,71    |
| 5     | Michelle Jenneke      | Australien  | 12,80    |
| 6     | Marione Fourie        | Südafrika   | 12,89    |
| 7     | Mette Graversgaard    | Dänemark    | 12,94    |
| 8     | Michelle Harrison     | Kanada      | 13,05    |

## Finale

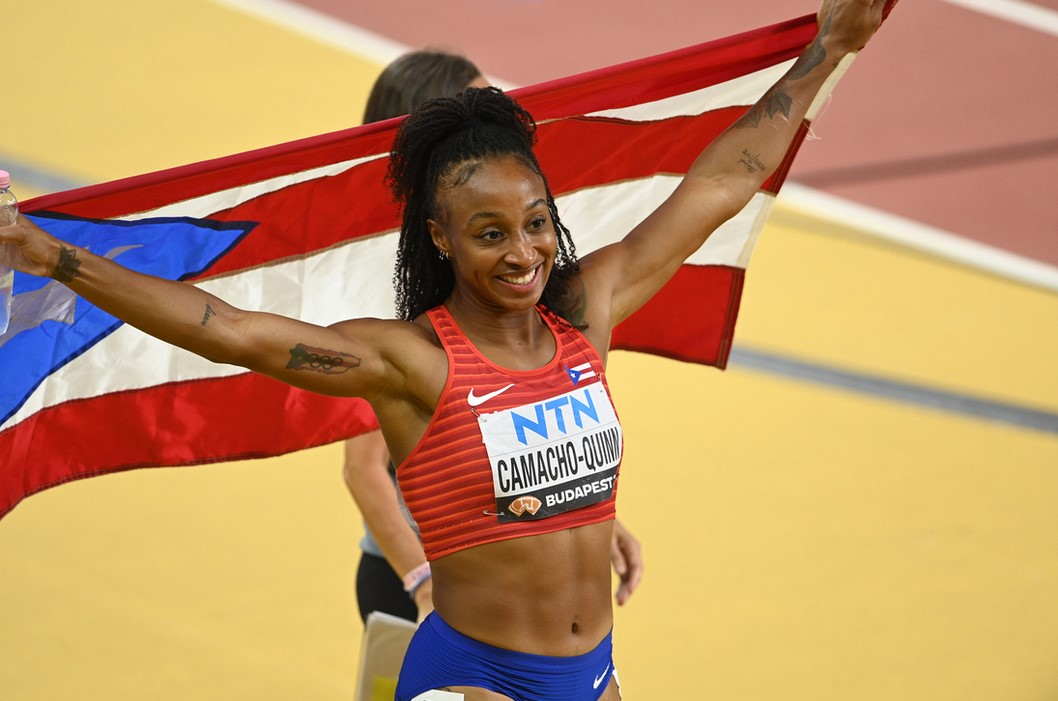
Silbermedaillengewinnerin Jasmine Camacho-Quinn
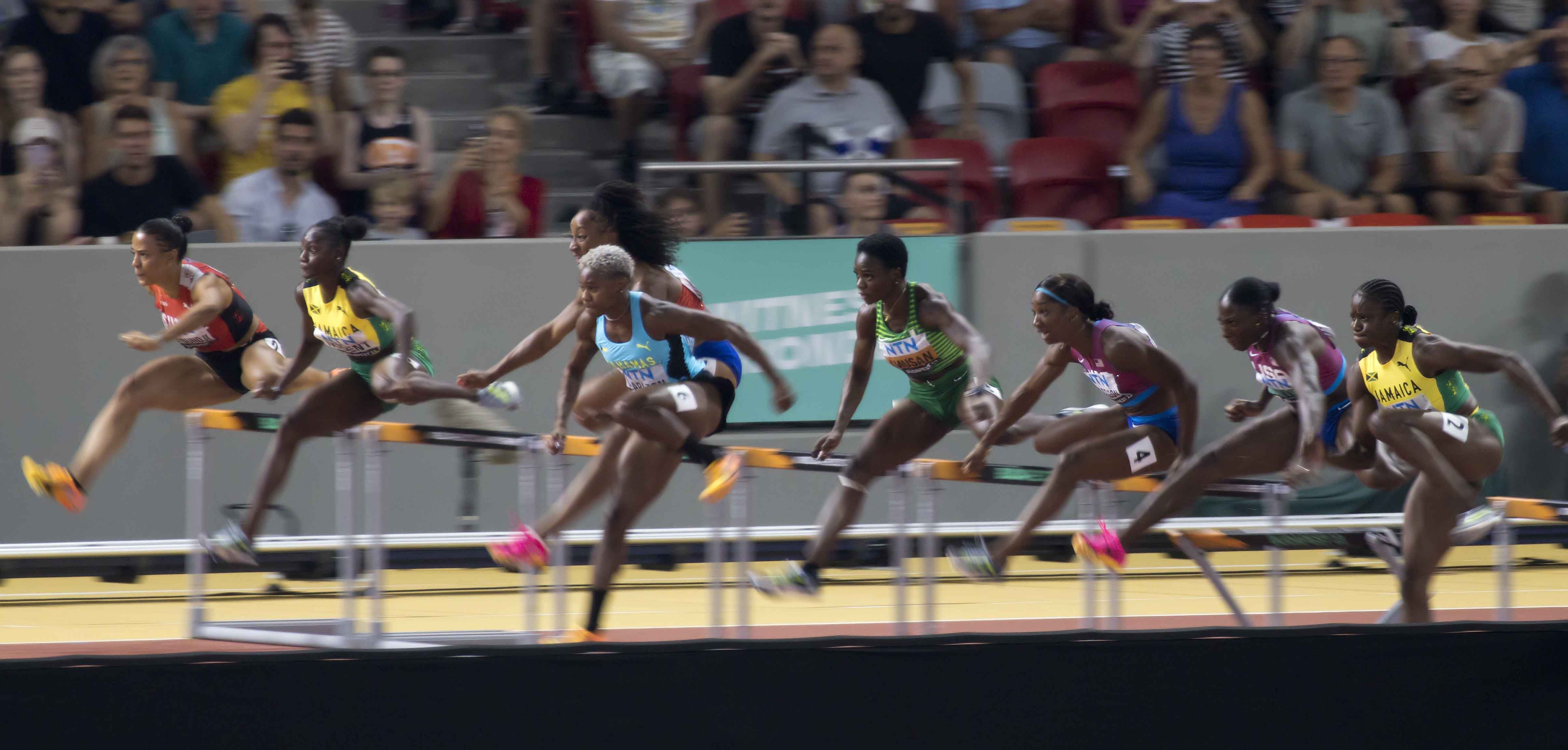
Ein enges Finale (v. l. n. r.): Ditaji Kambundji, Ackera Nugent, Jasmine Camacho-Quinn, Devynne Charlton, Tobi Amusan, Kendra Harrison, Nia Ali, Danielle Williams

24. August 2023, 21:22 Uhr Ortszeit

Wind: −0,2 m/s
| Platz | Athletin              | Land        | Zeit (s) |
| ----- | --------------------- | ----------- | -------- |
|       | Danielle Williams     | Jamaika     | 12,43    |
|       | Jasmine Camacho-Quinn | Puerto Rico | 12,44    |
|       | Kendra Harrison       | USA         | 12,46    |
| 4     | Devynne Charlton      | Bahamas     | 12,52    |
| 5     | Ackera Nugent         | Jamaika     | 12,61    |
| 6     | Tobi Amusan           | Nigeria     | 12,62    |
| 7     | Ditaji Kambundji      | Schweiz     | 12,70    |
| 8     | Nia Ali               | USA         | 12,78    |